# Siddi
Siddi (sardisk: Sìddi) er en by og en kommune (comune) i provinsen Sud Sardegna i regionen Sardinien i Italien. Byen ligger i 184 meters højde og har 654 indbyggere (2016). Kommunen har et areal på 11,02 km² og grænser til kommunerne Baressa, Collinas, Gonnoscodina, Gonnostramatza, Lunamatrona, Pauli Arbarei og Ussaramanna.